# Coupe de la Ligue d'Irlande de football 2011
Navigation
Édition précédente Édition suivante
La 38e coupe de la Ligue d'Irlande de football se tient entre le 14 mars 2011 et le 25 septembre 2011. Le Sligo Rovers Football Club remet en jeu son titre obtenu en 2010.
27 équipes sont engagées dans la compétition. Les équipes se répartissent ainsi : les 10 clubs de Premier Division, 11 clubs de First Division, 4 équipes de A Championship plus le champion de l’Uster Senior League Cockhill Celtic et l’équipe de Kerry League.
Pour le tour préliminaire et les deux premiers tours de la compétition, les équipes sont réparties en quatre groupes régionaux. Au sein de chacun de ces groupes, les équipes s’affrontent en élimination directe. À partir du troisième tour, la compétition s’organise par une élimination directe avec un tirage au sort intégral.
Les équipes des Shamrock Rovers, Sligo Rovers, Bohemian FC et St. Patrick's Athletic FC sont automatiquement qualifiées pour le deuxième tour.

## Tour préliminaire
Le tirage au sort du tour préliminaire a été effectué le 2 mars 2011. Les matchs se sont déroulés le 14 mars 2011.
| Club           | Score | Club         | Lieu de la rencontre | Date    |
| -------------- | ----- | ------------ | -------------------- | ------- |
| Salthill Devon | 2-0   | Fanad United | -                    | 14 mars |
| Longford Town  | 2-1   | Athlone Town | -                    | 14 mars |

## Premier tour
Le tirage au sort a été effectué en même temps que celui du tour préliminaire. Les matchs se déroulent les 25, 28 et 30 mars 2011.

### Groupe 1
| Club             | Score | Club              | Lieu de la rencontre | Date    |
| ---------------- | ----- | ----------------- | -------------------- | ------- |
| Cobh Ramblers FC | 1-3   | Wexford Youths FC | -                    | 25 mars |
| Kerry League     | 0-1   | Limerick FC       | -                    |         |
| Tralee Dynamos   | 0-4   | Waterford United  | -                    |         |

### Groupe 2
| Club           | Score  | Club            | Lieu de la rencontre | Date |
| -------------- | ------ | --------------- | -------------------- | ---- |
| Galway United  | 1-3    | Cockhill Celtic | -                    | -    |
| Mervue United  | 1-0 ap | Finn Harps      | -                    | -    |
| Salthill Devon | 2-4 ap | Derry City FC   | -                    | -    |

### Groupe 3
| Club           | Score | Club            | Lieu de la rencontre | Date |
| -------------- | ----- | --------------- | -------------------- | ---- |
| Bray Wanderers | 0-1   | Drogheda United | -                    | -    |
| Longford Town  | 2-3   | UC Dublin       | -                    | -    |

### Groupe 4
| Club      | Score | Club          | Lieu de la rencontre | Date |
| --------- | ----- | ------------- | -------------------- | ---- |
| FC Carlow | 0-4   | Shelbourne FC | -                    | -    |

## Deuxième tour
Le tirage au sort a lieu le 30 mars 2011. Les matchs ont lieu le 25 avril 2011.

### Groupe 1
| Club              | Score | Club             | Lieu de la rencontre | Date |
| ----------------- | ----- | ---------------- | -------------------- | ---- |
| Limerick FC       | 1-0   | Waterford United | -                    | -    |
| Wexford Youths FC | 0-1   | Cork City        | -                    | -    |

### Groupe 2
| Club            | Score | Club          | Lieu de la rencontre | Date |
| --------------- | ----- | ------------- | -------------------- | ---- |
| Cockhill Celtic | 0-4   | Sligo Rovers  | -                    | -    |
| Derry City FC   | 2-1   | Mervue United | -                    | -    |

### Groupe 3
| Club                      | Score   | Club            | Lieu de la rencontre | Date |
| ------------------------- | ------- | --------------- | -------------------- | ---- |
| Drogheda United           | 2-3     | UC Dublin       | -                    | -    |
| St. Patrick's Athletic FC | 1-1 tab | Shamrock Rovers | -                    | -    |

### Groupe 4
| Club            | Score   | Club        | Lieu de la rencontre | Date |
| --------------- | ------- | ----------- | -------------------- | ---- |
| Monaghan United | 2-1 ap  | Dundalk FC  | -                    | -    |
| Shelbourne FC   | 1-1 tab | Bohemian FC | -                    | -    |

## Quarts de finale
Le tirage au sort des quarts de finale se déroule le 2 mai 2011 en direct à la télévision sur RTÉ Two. Les matchs ont lieu les 27 et 28 juin 2011.
| Club          | Score | Club                      | Lieu de la rencontre | Date        |
| ------------- | ----- | ------------------------- | -------------------- | ----------- |
| Shelbourne FC | 1-2   | Sligo Rovers              | -                    | -           |
| Limerick FC   | 5-0   | Monaghan United           | -                    | -           |
| Cork City     | 2-1   | St. Patrick's Athletic FC | Turners cross        | 6 juin 2011 |
| UC Dublin     | 0-3   | Derry City FC             | UCD Bowl             | -           |

## Demi-finales
| Demi-finale 1 | Cork City Football Club                         | 3-1 (ap) | Limerick Football Club | Turners Cross                              |                                            |
| 8 août 2011   | O'Neill 28e · Escudé-Candau 103e · Cummins 208e | (1-1)    | Hynes 13e              | Spectateurs : 2 059 Arbitrage : Rob Rogers | Spectateurs : 2 059 Arbitrage : Rob Rogers |
| 8 août 2011   | Rapport                                         |          |                        | Spectateurs : 2 059 Arbitrage : Rob Rogers | Spectateurs : 2 059 Arbitrage : Rob Rogers |

| Demi-finale 2 | Derry City Football Club          | 3-3   | Sligo Rovers Football Club  | Brandywell Stadium                            |                                               |
| 23 août 2011  | Lafferty 33e · McLaughlin 76e 93e | (1-1) | Ventre 45e · Doyle 80e 108e | Spectateurs : 1 200 Arbitrage : Richie Winter | Spectateurs : 1 200 Arbitrage : Richie Winter |
| 23 août 2011  | Rapport                           |       |                             | Spectateurs : 1 200 Arbitrage : Richie Winter | Spectateurs : 1 200 Arbitrage : Richie Winter |
| 23 août 2011  | Tirs au but 5-3                   |       |                             | Spectateurs : 1 200 Arbitrage : Richie Winter | Spectateurs : 1 200 Arbitrage : Richie Winter |

## Finale
| Finale            | Cork City Football Club | 0-1   | Derry City Football Club | Turners Cross, Cork                        |                                            |
| 24 septembre 2011 |                         | (0-0) | Zayed 67e                | Spectateurs : 4 164 Arbitrage : Paul Tuite | Spectateurs : 4 164 Arbitrage : Paul Tuite |
| 24 septembre 2011 | Rapport                 |       |                          | Spectateurs : 4 164 Arbitrage : Paul Tuite | Spectateurs : 4 164 Arbitrage : Paul Tuite |